# Stina von Sydow
Stina Elisabeth von Sydow, född 30 juli 1957 i Uppsala, är en svensk skådespelare. Hon tillhör sedan 1997 den fasta ensemblen vid Östgötateatern.

## Biografi
Stina von Sydow är dotter till bibliotekarien och skriftställaren Carl-Otto von Sydow och Ulla, ogift Olsson. Hon är sambo med teaterchefen Johan Celander (född 1958), och med honom har hon två döttrar, födda 1996 respektive 1999.

## Filmografi
- 1997 – Beck 2 - spår i mörker
- 1996 – Jerusalem
- 1993 – Glädjekällan
- 1981 – Examen

## Teater

### Roller (ej komplett)
| År   | Roll                              | Produktion                                                                                | Regi                    | Teater                                    |
| ---- | --------------------------------- | ----------------------------------------------------------------------------------------- | ----------------------- | ----------------------------------------- |
| 1987 | Elev                              | Drottningens juvelsmycke Carl Jonas Love Almqvist                                         | Peter Oskarson          | Dramaten                                  |
| 1990 | Agathe                            | Jacques och hans husbonde (Jakub a jeho pán) Milan Kundera                                | Hans Polster            | Helsingborgs stadsteater                  |
| 1990 | Maria                             | Muraren som slutade vissla (Hakkedrenge) Leif Esper Andersen                              | Lars Svenson            | Helsingborgs stadsteater                  |
| 1991 |                                   | Min store tjocke far Magnus Nilsson                                                       | Stig Ossian Ericson     | Helsingborgs stadsteater                  |
| 2003 | Lucie Dreyfus                     | Dreyfus Magnus Dahlström                                                                  | Claes Lundberg          | Östgötateatern                            |
| 2004 | Den onda häxan/ <bgr> Miss Gultch | Trollkarlen från Oz (The Wizard of Oz) L. Frank Baum                                      | Hans Wigren             | Östgötateatern                            |
| 2010 |                                   | Familjen (August: Osage County) Tracy Letts                                               | Tereza Andersson        | Östgötateatern                            |
| 2015 | Fru Darling Starkey Förlorat barn | Wendy & Peter Pan (Peter Pan and Wendy) J.M. Barrie                                       | Nina Jemth Pelle Öhlund | Östgötateatern                            |
| 2017 | Frida                             | Stark som en räv Ylva Lööf                                                                | Marika Lagercrantz      | Östgötateatern                            |
| 2018 | Modern, Elise, änka               | Pelikanen August Strindberg                                                               | Anna Pettersson         | Strindbergs Intima Teater/ Östgötateatern |
| 2019 | Dotty Otley/Mrs Clackett          | Rampfeber (Noises Off) Michael Frayn                                                      | Pontus Plænge           | Östgötateatern                            |
| 2022 |                                   | Peer Gynt Henrik Ibsen                                                                    | Marie Nikazm Bakken     | Östgötateatern                            |
| 2023 |                                   | En julsaga (A Christmas Carol in Prose, Being a Ghost-Story of Christmas) Charles Dickens | Johan Huldt             | Östgötateatern                            |
| 2024 |                                   | Titus Andronicus William Shakespeare                                                      | Marie Nikazm Bakken     | Östgötateatern                            |